# Claire Denis
Claire Denis (París, 21 d'abril de 1948) és una directora de cinema francesa i professora a la European Graduate School de Saas-Fee, a Suïssa.

## Biografia
La directora va ser criada en diferents països l'Àfrica colonial: Burkina Faso, Somàlia, Senegal i Camerun, en els quals son pare era funcionari de l'Estat francès. La seva infantesa a l'Àfrica occidental amb els seus pares i la seva germana petita ha influït la seva perspectiva política i el tractament de certs temes que apareixen a la seva obra fílmica: les situacions i problemes del colonialisme i postcolonialisme. Cada dos anys la família Denis canviaven de casa perquè el pare volia que les filles aprenguessin geografia. Claire Denis veia pel·lícules de guerra en mal estat enviades des dels Estats Units durant la seva època a l'Àfrica. Durant la seva adolescència li agradava molt llegir, incloent-hi el material obligatori de l'escola i les històries de detectius de la seva mare, que llegia en secret a la nit. Als 14 anys es traslladà amb la seva mare i la seva germana a l'extrarradi parisenc. França li semblava un país estrany, tot i que era d'on tenia la nacionalitat.

## Carrera cinematogràfica
Els primers estudis que Denis va realitzar van ser d'econòmiques, però tal com ha explicat "era una cosa completament suïcida. Tot em posava de mala llet." Més endavant va estudiar a l'IDHEC, l'escola de cinema nacional francesa, encoratjada pel seu marit després que li digués que necessitava descobrir el que volia fer. Es va graduar a l'IDHEC i des del 2002 dona classes de cinematografia a l'European Graduate School de Saas-Fee.
Després dels seus estudis, Claire Denis es va convertir en ajudant de direcció. Va ajudar el director Robert Enrico en dues pel·lícules, Le Vieux Fusil (1975) i L'Empreinte des géants (1980). També va treballar en aquest moment amb Jacques Rivette, que tindria una forta influència en el seu futur treball, sobretot en la importància "de no trair els seus personatges  , " i la de tenir una "perspectiva moral" en relació amb la seva obra. Wim Wenders la va escollir com a ajudant per a París, Texas, el 1984 i per a Les Ailes du Désir el 1987. També va conèixer Agnès Godard, llavors assistent de càmera de Wenders, que l'acompanyaria com a directora de fotografia al llarg de la seva carrera. Després va treballar amb Jim Jarmusch per a Down by Law el 1986. Finalment, va ser Jean-François Stévenin qui la va convèncer per convertir-se en directora i emprendre els seus propis projectes.
La seva primera pel·lícula fou el llargmetratge Chocolat (1988), una meditació semi-autobiogràfica sobre el colonialisme a l'Àfrica, que va aconseguir grans resultats de la crítica. Va ser seleccionada al Festival de Canes enmig de bones crítiques de professionals i públic. Més endavant, però, va tenir problemes amb l'audiència de Canes quan va presentar Trouble Every Day (2000) per la violència i temes de vampirisme, que provocà que part del públic abandonés la sala. Dues de les seves pel·lícules, L'Intrús i la seva col·laboració a Ten Minutes Older: The Cello, han estat inspirades per l'obra del filòsof francès Jean-Luc Nancy. Amb pel·lícules com US Go Home (1994), Nénette et Boni (1996), Beau Travail (1999), Trouble Every Day (2001) i Vendredi Soir (2002) s'ha establert com una realitzadora "capaç de reconciliar el lirisme del cinema francès amb l'impuls de capturar el rostre sovint dur de la França contemporània".
Segons l'investigador australià de l'ARC James Phillips, Denis refusa fer servir les convencions mercantils del cinema de Hollywood quan dirigeix les seves pel·lícules, i allibera els espectadors de les expectatives creades pels clixés. Denis és coneguda per la seva unió d'història amb allò personal. Aquesta superimposició de la història amb elements autobiogràfics ha estat descrita com a legítim cinema d'autor. També és coneguda pel seu maneig d'una bona quantitat de gèneres, des del terror de Trouble Every Day als temes romàntics de Vendredi Soir. Malgrat que Denis fa servir molts temes recurrents a la seva filmografia, ha declarat que no té una visió coherent de la seva trajectòria.
Un altre aspecte remarcable del seu estil és el seu interès pels títols de les seves pel·lícules. Noëlle Rouxel-Cubberly escriu que els títols cinematogràfics tenen la intenció de forçar l'espectador a repensar la imatgeria implícita a la pel·lícula i Denis els fa servir de forma astuta per descriure la crua realitat que retrata. Per exemple, el títol del seu debut, Chocolat (1988) simultàniament fa referència a un terme racista que es feia servir a l'època en què transcorre (els anys 50 al context colonial) mentre que tracta l'exportació de cacau d'Àfrica a la metròpoli mitjançant esclaus, i l'expressió francesa de l'època ètre chocolat volia dir "ser enganyat".
Denis ha tingut reconeixement pel mètode de "filmar ràpid i editar lentament" que ha desenvolupat durant la seva carrera cinematogràfica. El procés de postproducció molts cops involucra el canvi d'ordre de les escenes tal com apareixen al guió. Per exemple, el ball de Beau Travail que apareix al final de la pel·lícula no es trobava al final del guió. Denis ha comentat aquest procés dient "sempre em sento insegura quan faig una pel·lícula. Tinc dubtes sobre mi mateixa, però rarament sobre els actors."
Les seves pel·lícules són molt col·laboratives, i Denis ha comentat en una entrevista que "la pel·lícula es converteix en una relació... i això és el més important, la relació." La importància de la col·laboració és palpable en tota la seva filmografia. Gairebé sempre treballa amb els mateixos actors: Isaach de Bankolé, Vincent Gallo, Béatrice Dalle, Alex Descas i Grégoire Colin, i sovint col·labora amb el guionista Jean-Pôl Fargeau, el compositor Stuart Staples del grup anglès Tindersticks i la cinematògrafa Agnès Godard, a qui va conèixer estudiant cinema a l'Institute des Hautes Études Cinematographiques. En una entrevista sobre el seu procés d'escriptura comentà que "M'adono que sempre tinc a l'Isaach o en Grégoire o algun altre al cap" quan escriu les escenes. Tanmateix, les seves col·laboracions també tenen lloc fora del seu cinema i ha col·laborat amb altres directors, com a la pel·lícula En avoir (ou pas) (1995) de Laetitia Masson i Vénus beauté (institute) (1999) de Tonie Marshall i ha escrit conjuntament amb Yousry Nasrallah per a la pel·lícula El Medina (2000). També ha fet d'assistent de director per a Jim Jarmusch a Sota el pes de la llei (1986) i amb Wim Wenders al film Paris, Texas (1984) i Der Himmel über Berlin (1987).

## Estil
La major part de l'obra de Claire Denis té lloc en localitzacions reals més que no pas rodada en estudis. De vegades decideix que els actors posin com si es tractés de retrats de fotografia estàtica. Alguns plans estan fets amb una càmera quieta i fa servir preses llargues i pocs primers plans. Si més no l'estil cinematogràfic depèn molt del retrat de rostres i cossos. El cos del retratat en l'espai i la manera en la qual un terreny, condicions climàtiques o color del paisatge hi influencien o hi interaccionen domina visualment les seves pel·lícules.
Tim Palmer explora l'obra de Denis en tant que formalista mig declarada i brillant estilista fílmica, que ha declarat en un bon nombre d'entrevistes que el seu cinema tracta tant de sons, textures, colors i composicions com les seves preocupacions temàtiques o compromisos socials.

## A la Filmoteca de Catalunya
L'única pel·lícula de Claire Denis estrenada a Espanya ha estat White Material, i amb motiu pel D'A Festival Internacional de Cinema d'Autor de Barcelona el maig de 2012 va tenir lloc una retrospectiva de l'autora a la Filmoteca de Catalunya i els Cinemes Aribau.

## Filmografia

### Llargmetratges
- Chocolat / Xocolata (1988)
- S'en fout la mort / Se'ls en fot la mort (1990)
- J'ai pas sommeil / I Can't Sleep (1994)
- Nénette et Boni (1996)
- Beau travail / Bon Treball (1999)
- Trouble Every Day / Problemes cada Dia (2001)
- Vendredi soir / Divendres al vespre (2002)
- L'intrus / L'intrús (2004)
- 35 rhums / 35 roms (2008)
- White Material / Una dona a l'Àfrica (2009)
- Les Salauds (2013)
- Un beau soleil intérieur (2017)
- High Life (2018)

### Curtmetratges
- Keep It for Yourself (1991)
- Contre l'oubli / Contra l'oblit (1991)
  - fragment: Pour Ushari Ahmed Mahmoud, Soudan
- Tous les garçons et les filles de leur âge / Tots els nois i noies de la seva edat (1994)
  - fragment: US Go Home
- À propos de Nice, la suite (1995)
  - fragments: Nice, Very Nice
- Ten Minutes Older: The Cello (2002)
  - fragment: Vers Nancy / Envers Nancy

### Documentals
- Man No Run (1989)
- Jacques Rivette, le veilleur / Jacques Rivette, el vigia (1990)
- Vers Mathilde / Envers Mathilde (2005)
- To the Devil / Al Dimoni, amb Pascal Légitimus, Matthieu Boujenah (2011)

### Com a actriu
- En avoir (ou pas) de Laetitia Masson - En el paper de mare d'Alice (1998)
- Jour de Noël de Thierry Jousse (1998)
- Vénus Beauté (Institut) de Tonie Marshall - En el paper de client amb asma (1998)

### Com a assistent de realització
- Sweet Movie de Dusan Makavejev (1973)
- La Messe dorée de Beni Montresor (1975)
- Sérail d'Eduardo de Gregorio (1976)
- Retour à la bien-aimée de Jean-François Adam (1978)
- Mais où et donc Ornicar de Bertrand Van Effenterre (1979)
- Zoo zéro d'Alain Fleischer (1979)
- L'Empreinte des géants de Robert Enrico (1980)
- Pile ou face de Robert Enrico (1980)
- On n'est pas des anges... elles non plus de Michel Lang (1981)
- La Passante du Sans-Souci de Jacques Rouffio (1982)
- Le Bâtard de Bertrand Van Effenterre (1983)
- Hanna K. de Costa-Gavras (1983)
- To Catch a King de Clive Donner (film per televisió) (1983)
- Paris, Texas de Wim Wenders (1984)
- Sota el pes de la llei de Jim Jarmusch (1986)
- Der Himmel über Berlin de Wim Wenders (1987)

## Premis i nominacions
| Any  | Festival                                                      | Premi                                                            | Pel·lícula                                           | Resultat |
| ---- | ------------------------------------------------------------- | ---------------------------------------------------------------- | ---------------------------------------------------- | -------- |
| 1988 | Festival Internacional de Cinema de Canes                     | Palma d'Or                                                       | Xocolata (1988)                                      | Nominada |
| 1989 | Premis César                                                  | César a la millor opera prima                                    | Xocolata (1988))                                     | Nominada |
| 1994 | Festival Internacional de Torí de Cinema Jove                 | Premi FIPRESCI - Menció Especial                                 | Tous les garçons et les filles de leur âge... (1993) | Premiada |
| 1996 | Festival Internacional de Cinema de Locarno                   | Lleopard d'Or                                                    | Nenette and Boni (1996)                              | Premiada |
| 1996 | Festival Internacional de Cinema de Locarno                   | Premi del Jurat Ecumènic - Menció Especial                       | Nenette and Boni (1996)                              | Premiada |
| 1996 | Festival Internacional de Namur de Cinema en Llengua Francesa | Bayard d'Or per la Millor Contribució Artística                  | Nenette and Boni (1996)                              | Premiada |
| 1996 | Festival Internacional de Namur de Cinema en Llengua Francesa | Bayard d'Or a la Millor Pel·lícula                               | Nenette and Boni (1996)                              | Nominada |
| 1998 | Premis Independent Spirit                                     | Premi Independent Spirit Award a la Millor Pel·lícula Estrangera | Nenette and Boni (1996)                              | Nominada |
| 2000 | Festival Internacional de Cinema de Berlín                    | Jurat dels Lectors del Berliner Zeitung - Menció Especial        | Beau travail (1999)                                  | Premiada |
| 2001 | Premis de l'Associació de Crítics de Chicago                  | Premi de la CFCA a la Millor Pel·lícula Estrangera               | Beau travail (1999)                                  | Nominada |
| 2001 | Premis Chlothrudis                                            | Premi Chlothrudis al Millor Director                             | Beau travail (1999)                                  | Nominada |
| 2001 | Premis Chlothrudis                                            | Premi Chlothrudis al Millor Guió Adaptat                         | Beau travail (1999)                                  | Nominada |
| 2001 | Festival Internacional de Cinema de Rotterdam                 | Premi KNF - Menció Especial                                      | Beau travail (1999)                                  | Premiada |
| 2001 | Festival Internacional de Namur de Cinema en Llengua Francesa | Bayard d'Or a la Millor Pel·lícula                               | Trouble Every Day (2001)                             | Nominada |
| 2001 | Festival Internacional de Cinema de Catalunya                 | Millor pel·lícula                                                | Trouble Every Day (2001)                             | Nominada |
| 2004 | Premis Chlothrudis                                            | Premi Chlothrudis al Millor Director                             | Vendredi Soir (2002)                                 | Nominada |
| 2004 | Festival Internacional de Cinema de Gant                      | Grand Prix                                                       | L'intrus (2004)                                      | Nominada |
| 2004 | Festival de Cinema de Venècia                                 | Lleó d'Or                                                        | L'Intrus (2004)                                      | Nominada |
| 2009 | Festival Internacional de Cinema de Venècia                   | Lleó d'Or                                                        | White Material (2009)                                | Nominada |
| 2010 | Premis Chlothrudis                                            | Premi Chlothrudis al Millor Director                             | 35 Roms (2008)                                       | Nominada |
| 2011 | Premis de la National Society of Film Critics                 | Premi NSFC a la Millor Pel·lícula Estrangera                     | White Material (2009)                                | 3rd lloc |
| 2013 | Festival Internacional de Cinema d'Estocolm                   | Cavall de Bronze                                                 | Premi a la Trajectòria                               | Premiada |